# Brenda Villa
Brenda Villa (n. 18 aprilie 1980, Los Angeles, California, SUA) este o sportivă ce a reprezentat Statele Unite ale Americii, medaliată olimpică. A participat la 4 ediții ale Jocurilor Olimpice (2000, 2004, 2008, 2012) în care a câștigat o medalie de aur, două medalii de argint și o medalie de bronz.